# Hotzenwaldbahn
| Hochrhein – St. Blasien | Hochrhein – St. Blasien |
| ----------------------- | ----------------------- |
| Streckenlänge:          | 36 – 51 km              |
| Spurweite:              | 1435 mm (Normalspur)    |
| Maximale Neigung:       | 25 ‰                    |
| Minimaler Radius:       | 180 m                   |
|                         |                         |

Die Hotzenwaldbahn war eine durch Interessenkreise ab Ende des 19. Jahrhunderts angestrebte, aber nie vollständig realisierte Eisenbahnlinie von St. Blasien durch den Hotzenwald an den Hochrhein, mit Anschluss an die Hochrheinbahn. Sie konkurrierte mit zwei bzw. drei weiteren, ebenfalls nicht realisierten Bahnprojekten.

## Erste Überlegungen
Mit der Erschließung des Schwarzwalds durch die Eisenbahn gab es Überlegungen, neben den beiden Ost-West-Verbindungen Höllental- und Schwarzwaldbahn auch eine Nord-Süd-Verbindung zu realisieren. Angedacht war eine Vollbahn ausgehend von der Hochrheinstrecke im Bereich Albbruck – Säckingen über St. Blasien, Titisee-Neustadt und Eisenbach nach Villingen. Im Bereich Neustadt wäre die Höllentalbahn und im weiteren Verlauf die Bregtalbahn gekreuzt und schließlich in Villingen der Anschluss an die Schwarzwaldbahn hergestellt worden. Dort bestand zudem mit der Württembergischen Bahnstrecke Rottweil-Villingen eine Verbindung zur Bahnstrecke Plochingen–Immendingen. Es wäre somit eine durchgehende Nord-Süd-Verbindung von Stuttgart bis an den Hochrhein entstanden.

## Teilrealisierungen
Als 1887 die Höllentalbahn von Freiburg nach Neustadt eröffnet wurde, gab es Bemühungen, von dieser abzweigend auch den oben beschriebenen Schienenstrang Richtung Hochrhein zu verwirklichen. Trotz offener Fragen zur konkreten Linienführung wurde das Vorhaben mit Gesetz vom 22. Juli 1912 insofern gebilligt, als eine auf Kosten des badischen Staates zu bauende Eisenbahn, ausgehend von der Höllentalbahn nach St. Blasien, beschlossen wurde. Der Bau dieser später als Dreiseenbahn bezeichneten Linie wurde durch den Ausbruch des Ersten Weltkrieges unterbrochen. Nach dem Krieg gingen die Länderbahnen in die Reichsbahn über, der es damit auch oblag, begonnene Bahnprojekte abzuschließen. Da an der Strecke nach St. Blasien erst wenige Arbeiten ausgeführt worden waren, blieb die Linienführung teilweise offen. Dabei standen Varianten über Menzenschwand und über Schluchsee zur Diskussion. Beide wären etwa gleich lang, jene über Menzenschwand allerdings etwas teurer ausgefallen. Die Linie über Schluchsee bot den Vorteil einer möglichen Weiterführung als Schlüchttallinie über Grafenhausen und Birkendorf an den Hochrhein. Zudem ermöglichte diese Linienführung die von St. Blasien dringend gewünschte Lage des Endbahnhofs südöstlich unterhalb statt oberhalb des Kurorts, was  gleichzeitig einer etwaigen Fortsetzung der Bahn durch das Albtal zum Hochrhein entgegenkam. Die Entscheidung fiel für die Linie über Schluchsee, gebaut wurde aber zunächst nur bis nach Seebrugg. Am 2. Dezember 1926 wurde die Strecke Titisee – Seebrugg eröffnet. Zu einem Weiterbau nach St. Blasien kam es aber nicht mehr.

## St.Blasien – Hochrhein

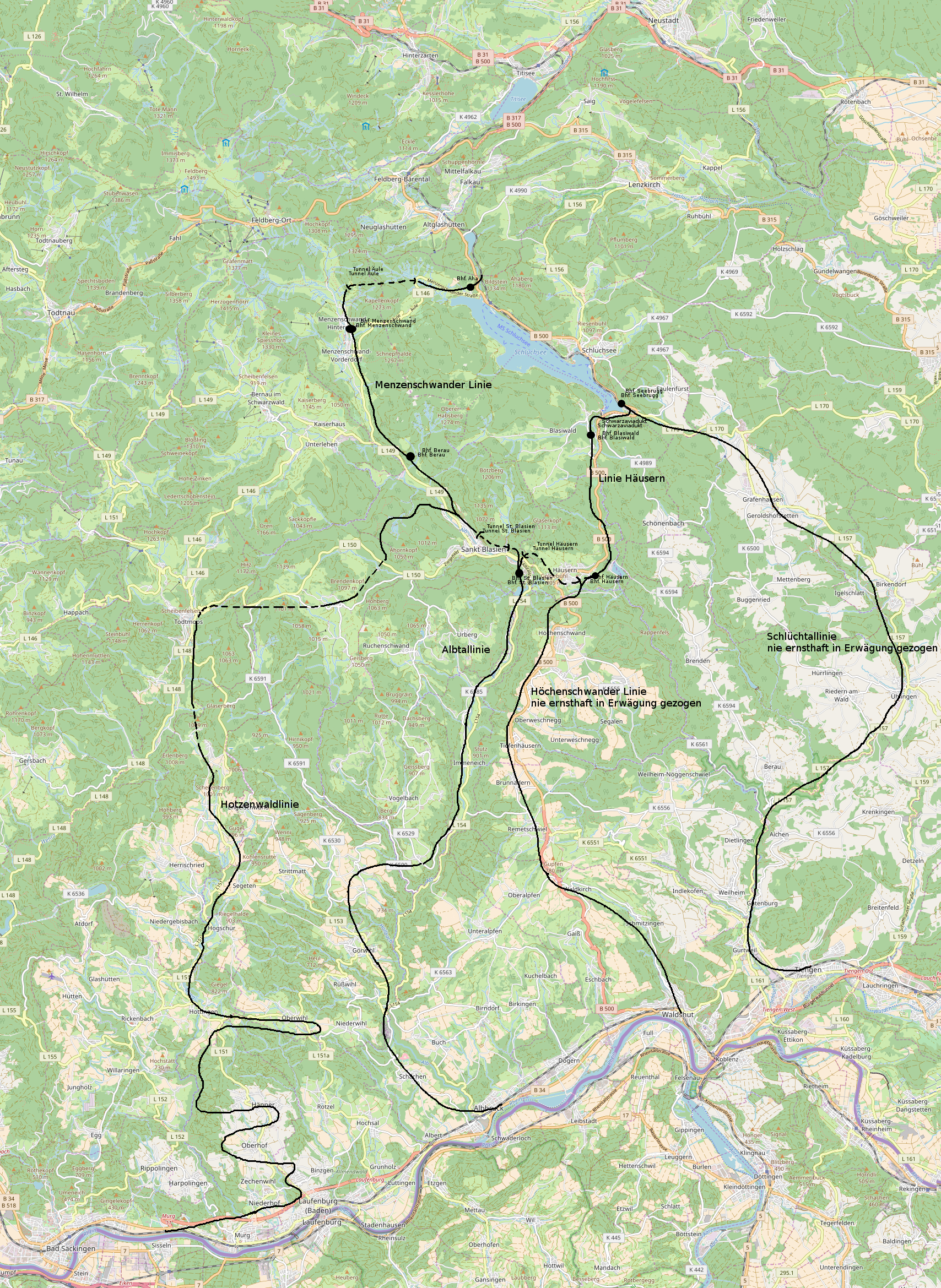
Die nie realisierte Hotzenwaldbahn, Albtalbahn(en), Schlüchttalbahn und die nicht realisierten Fortsetzungen der Dreiseenbahn nach St. Blasien.

Als sich abzeichnete, dass die Anbindung St. Blasiens an das Eisenbahnnetz eher von der Höllental- als von der Hochrheinbahn erfolgen wird, traten verschiedenste Interessenkreise für insgesamt drei verschiedene Bahnlinien, die St. Blasien mit dem Hochrhein verbinden sollten, ein. Die kürzeste und naheliegendeste wäre die Albtallinie gewesen, die den Anschluss bei Albbruck an die Hochrheinbahn gefunden hätte. Dieser Linienführung stand aber die Tatsache entgegen, dass das Albtal nur im oberen Bereich besiedelt ist und der untere Teil eine Schlucht bildet. Entweder hätte die Bahnlinie hier fast komplett in den Berg verlegt werden müssen, oder sie hätte das Albtal auf halber Höhe verlassen müssen. Die zweite Variante wäre eine Linienführung über den Höhenrücken, zwischen Alb- und Schwarzatal, abzweigend bei Häusern, gewesen. Diese Linie wäre etwa 36 km lang geworden und wäre auf fast 1000 m ü. N. N. angestiegen um bei Waldshut auf die Hochrheinbahn zu treffen. Die dritte und mit 51 km längste Strecke, wäre die Hotzenwaldbahn gewesen. Sie wäre von St. Blasien zunächst auf die Höhen von Ibach angestiegen um nach Todtmoos zu gelangen. Über den Hotzenwald, mit den Ortschaften Herrischried, Hogschür, Hottingen wäre sie an den südlichen Steilabfall des Schwarzwalds gelangt. In Serpentinen wäre der Abstieg ins Rheintal realisiert worden und im Bereich Murg, Säckingen hätte man die Hochrheinbahn erreicht. Die Hotzenwaldlinie wäre ebenfalls auf bis zu 1000 m ü. N. N. angestiegen und wäre zudem über weite Strecken in dieser Höhenlage verlaufen. Die petitionierenden Gemeinden haben für die Hotzenwaldbahn durch den Ingenieur Reitmeyer in Freiburg eine Projektstudie erstellen lassen. Demnach wäre die Strecke über 7 km in Tunnels gelegen, von denen der größte Tunnel über 2 km lang gewesen wäre. Die maximale Steigung hätte 2,5 %, der kleinste Kurvenradius 180 m betragen. Die drei Linien wurden am 17. Juli 1908 in der 106. öffentlichen Sitzung der Zweiten Kammer erörtert, allerdings keine Aussicht auf eine absehbare Realisierung erteilt. Weder verkehrstechnisch noch betriebswirtschaftlich wurde von einer der Linien Erfolg erwartet. Zudem wurden die technischen und klimatischen Bedingungen als sehr kritisch bewertet.

## Bahnhof St.Blasien
Ein Kuriosum bildet in dieser Sache der sogenannte Bahnhof in St. Blasien. Nachdem es nie zu einem Bahnanschluss in St. Blasien gekommen ist, entwickelte sich ein umfangreiches Kraftpost-Liniennetz, das unter anderem die einstigen drei konkurrierenden Linienprojekte bedient. Im Bereich des früheren Busbahnhofs baute die Reichsbahn ein kleines Betriebsgebäude – Fürstabt-Gerbert-Straße 6 –, in dem Gepäck und Güter aufgegeben sowie Fahrkarten erworben werden konnten. Das Gebäude verfügte über eine Laderampe für den bahneigenen LKW, mit dem die Güter zum Bahnhof Seebrugg gefahren wurden. Im Oktober 2023 wurde das Gebäude abgerissen.